# Jean Antoine Maudru
Jean Antoine Maudru (* 5. Mai 1748 in Adompt; † 13. September 1820 in Paris-Belleville) war ein französischer römisch-katholischer Geistlicher und konstitutioneller Bischof im Département Vosges.

## Leben
Jean Antoine Maudru war der Sohn eines Schulmeisters und Uhrmachers. Er stammte aus einer Mitte des 16. Jahrhunderts nach Lothringen eingewanderten savoyardischen Familie. Nach der Schulzeit in Épinal und Studien am Priesterseminar von Toul empfing Maudru 1775 die Priesterweihe. Danach war er von 1775 bis 1783 Vikar in seiner Heimatpfarrei in Adompt, später in Jussarupt, bevor er 1788 eine Pfarrstelle in Aydoilles erhielt.
Als Anhänger einer Reform der römisch-katholischen Kirche legte Maudru am 23. Januar 1791 den Treueeid auf die Zivilverfassung des Klerus ab. Am 1. März desselben Jahres wurde er zum konstitutionellen Bischof im Département Vosges gewählt. Die Bischofsweihe spendete ihm am 19. März 1791 in Paris der konstitutionelle Bischof von Eure Robert Thomas Lindet; Mitkonsekratoren waren die konstitutionellen Bischöfe Jean-Pierre Saurine von Landes und Henri Grégoire (auch Abbé Grégoire genannt) von Loir-et-Cher. Nach seinem Einzug in Saint-Dié ließ Maudru sich nicht im dortigen Bischofspalais nieder, sondern wohnte im Priesterseminar, wo er auch eine Leinweberei begründete, die 200 Bedürftigen Arbeit gab.
Aufgrund seiner Weigerung, pastoralen Schriftverkehr abzuliefern, wurde er der Illoyalität bezichtigt, denunziert und inhaftiert. Nach seiner Freilassung 1795, die auf die Fürsprache des Konventsmitglieds und vormaligen Bürgermeisters von Saint-Dié Joseph Julien Souhait zurückzuführen war, wirkte er im bischöflichen Komitee für die Organisation der französischen Nationalkirche. Im März 1798 wurde er erneut angeklagt und zur Deportation verurteilt, deren Vollzug jedoch ausgesetzt wurde. Er zog sich nach Mirecourt zurück und widmete sich, wie bereits zuvor in Saint-Dié, der Sozialfürsorge.
Im Jahr 1800 berief er auf Anraten des Abbé Grégoire, mit dem er befreundet war, eine Diözesansynode ein. Nach Unterzeichnung des Konkordats von 1801 trat Maudru am 4. Oktober desselben Jahres auf Drängen des päpstlichen Gesandten vom Bischofsamt zurück. Er wurde Pfarrer in Stenay, wo er sich ab 1803 wiederum der sozialen Arbeit zuwendete. Nach der Rückkehr der Bourbonen von Royalisten verfolgt, verließ er 1816 Stenay, ging zunächst nach Tours und ließ sich dann in Belleville nahe Paris nieder, wo er eine Geschichte der ihm widerfahrenen Verfolgungen verfasste.
Er starb in Belleville, seine Bestattungsrede hielt der Abbé Grégoire, ehemaliger konstitutioneller Bischof von Blois.

## Veröffentlichungen
- Instruction pastorale de M. l’Évêque du département des Vosges sur l’excommunication. Bruyères 1792 (Digitalisat)